# Dornillo

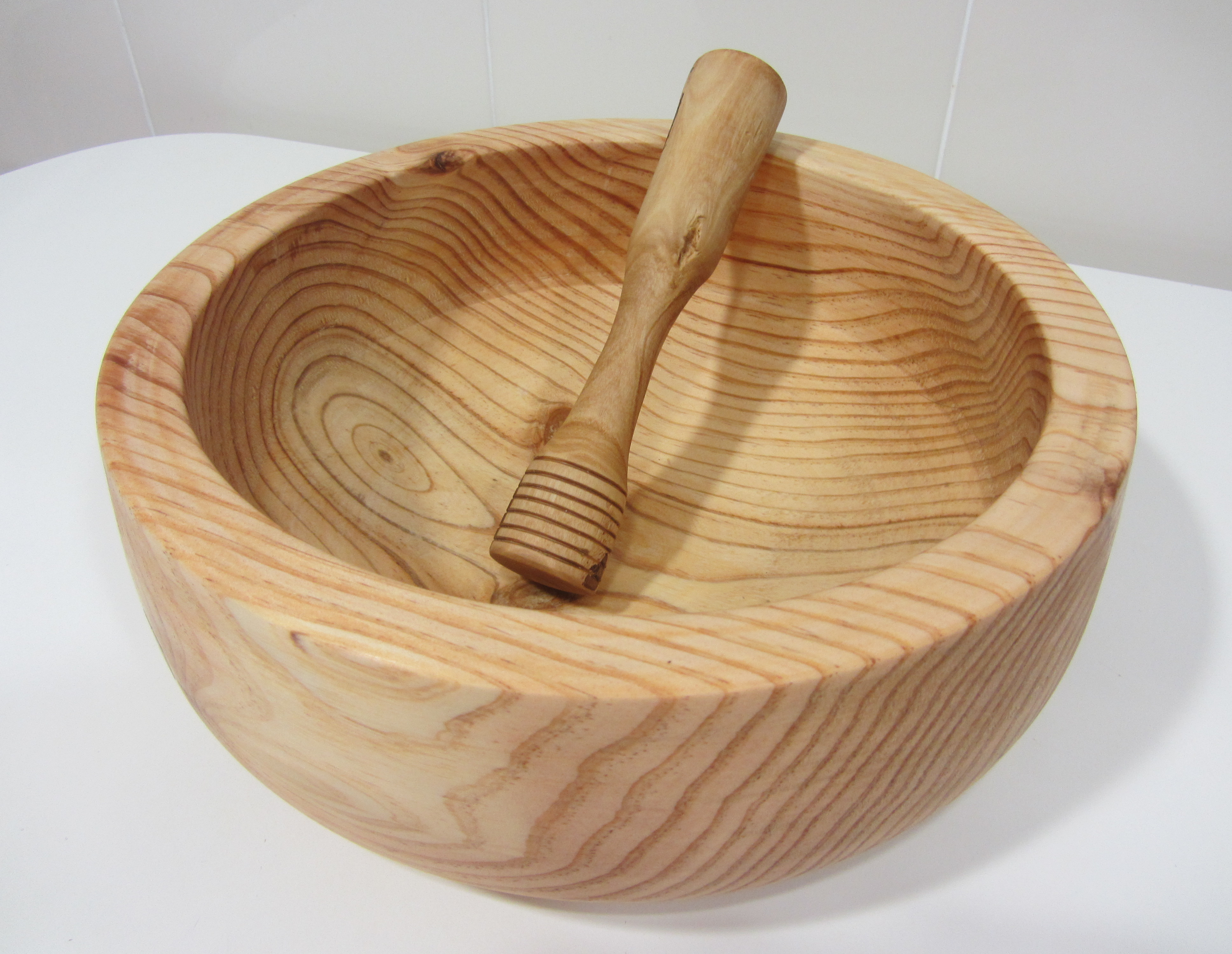
Dornillo nou amb mall de fusta.

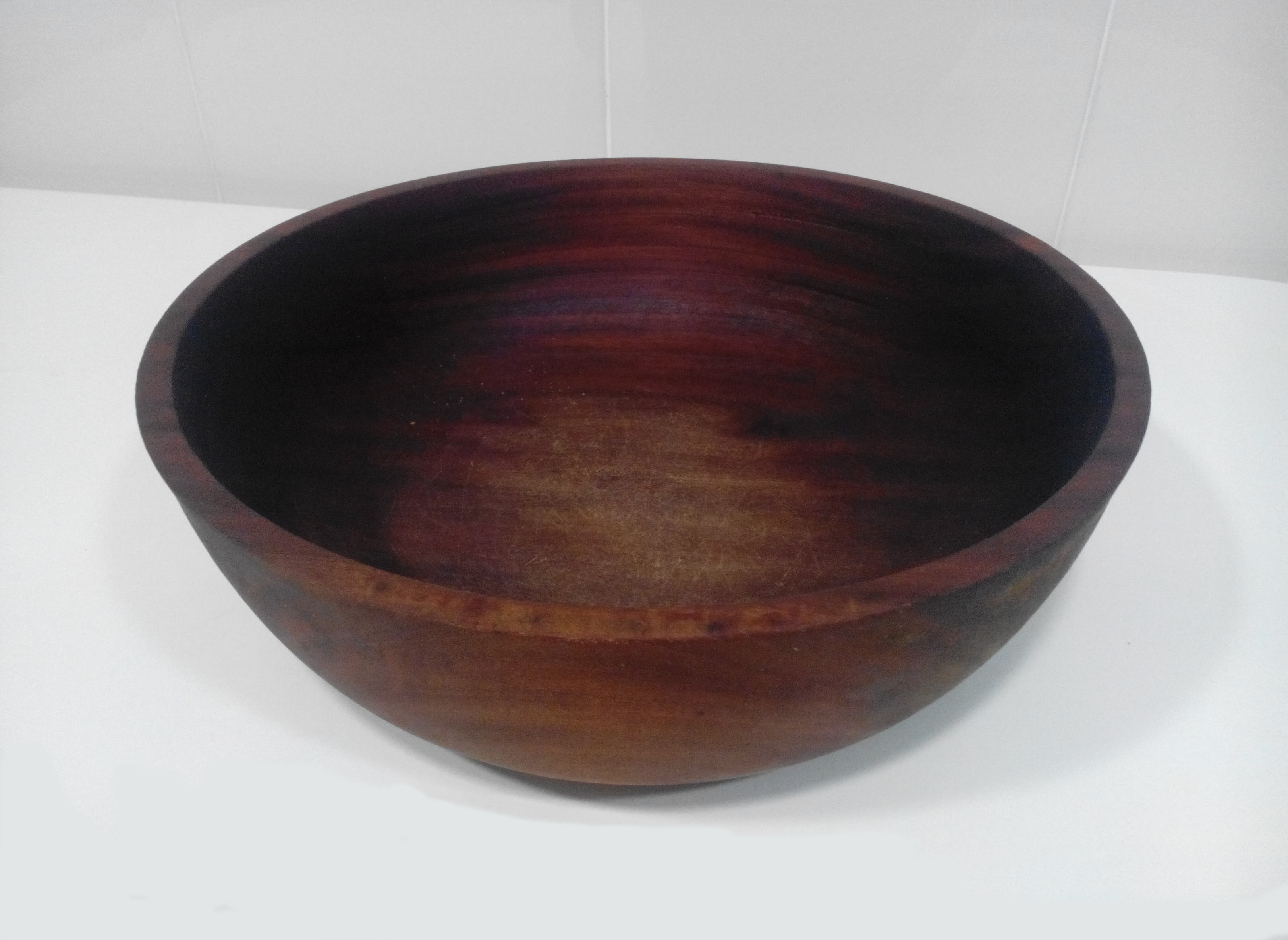
Dornillo de fusta.

El dornillo, dornajo o la hortera és un recipient en forma de bol o escudella, a manera de cassola de fusta. En la fusteria espanyola s'empren fustes dures del lloc, com l'alzina o l'olivera, mitjançant la tècnica del buidatge usant un torn. La fabricació de la peça parteix d'una pastera rodona d'uns 10 cm d'altura per prop de 30 cm de diàmetre, amb un gruix de la fusta d'aproximadament 1,5 cm. En l'actualitat també s'elabora amb altres materials. En altres contextos pot aparèixer com a sinònim de safata (cast. batea), gamella o gaveta.

## Gastronomia

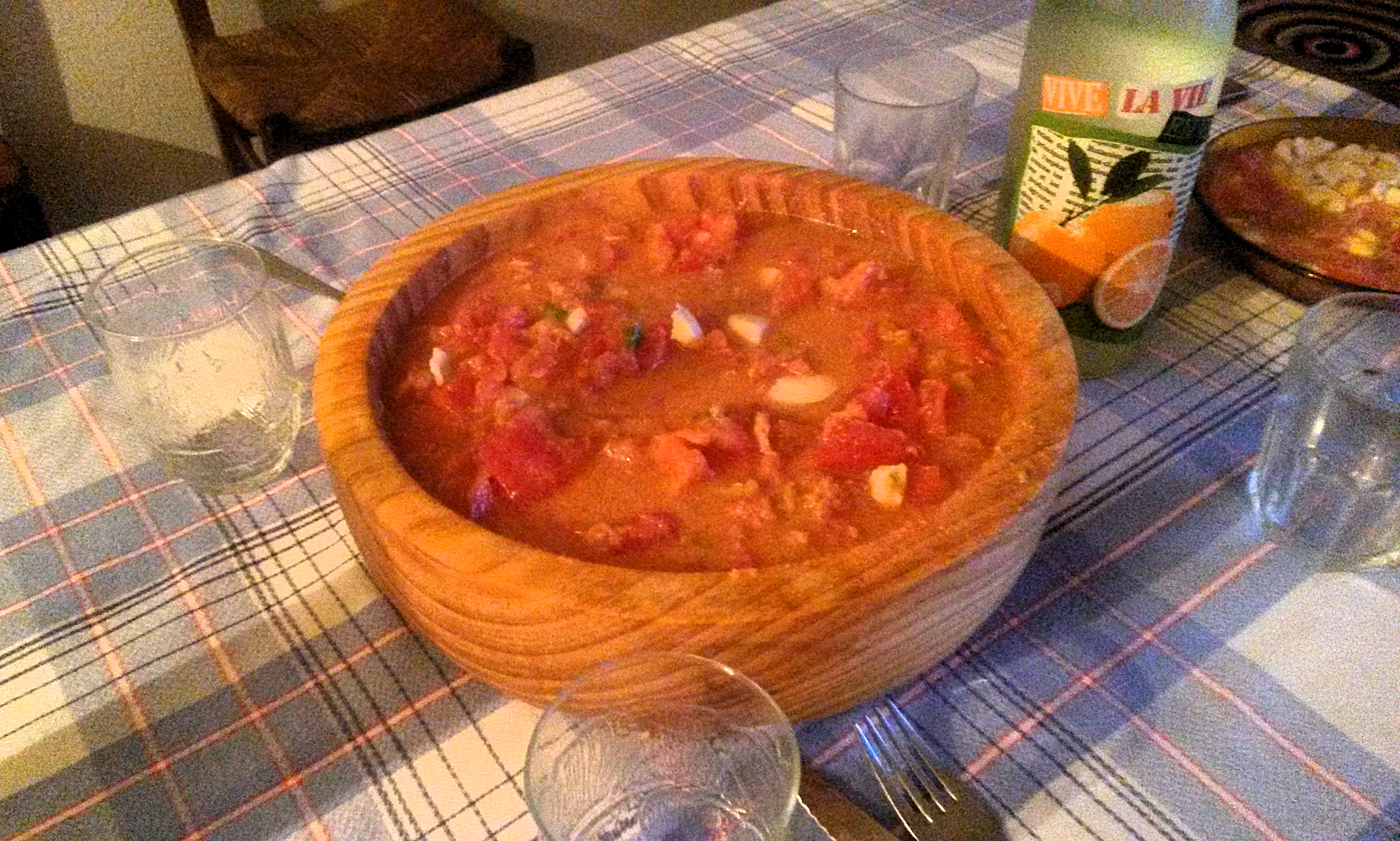
Pipirrana de Pegalajar (Jaén).

En la cuina popular espanyola, especialment d'Andalusia, La Manxa i Extremadura, i en alguns països d'Hispanoamèrica, el dornillo serveix com a morter per a capolar mitjançant una maça els aliments i els condiments, en plats típics com:
- Ajoblanco
- Arranque roteño
- Cojondongo
- Gaspatxo
- Pipirrana